# Dichaetomyia dasiomma
Dichaetomyia dasiomma är en tvåvingeart som beskrevs av Xue och Tadao Kano 1994. Dichaetomyia dasiomma ingår i släktet Dichaetomyia och familjen husflugor.
Artens utbredningsområde är Yunnan (Kina). Inga underarter finns listade i Catalogue of Life.